# Leo Brouwer
Juan Leovigildo Brouwer Mezquida, mais conhecido como Leo Brouwer (Havana, 1 de março de 1939) é um compositor, violonista e regente da orquestra de Cuba. Brouwer nasceu em Havana, onde começou a tocar violão aos 13 anos atraído pelo flamenco e por influencia de seu pai, médico e guitarrista aficionado.

## Vida
Quando jovem, Brouwer recebeu sua primeira aula formal de violão do notável guitarrista e pedagogo cubano Isaac Nicola, que foi aluno de Emilio Pujol, que por sua vez, foi aluno de Francisco Tarrega. Ele tocou seu primeiro recital aos 17 anos, e suas composições chamaram atenção. Prelude (1956) e Fuga (1959), ambos influenciados por Bartók e Stravinsky. Viajou para os Estados Unidos para estudar música na Universidade de Hartford e mais tarde na Juilliard School.

## Catálogo Musical (Selecção)
- Música Orquestral: 3 danzas concertantes, gui, str orch, 1958; Sonograma, 1964; Arioso (Homenaje a Charles Mingus), jazz combo, orch, 1965; Tropos, 1967; La tradición se rompe …, pero cuesta trabajo, 1967–9; Exaedros III, solo perc, 2 orch groups, 1970; Gui Conc., 1971; Conc., fl, str, pf obbl, 1972; Controversia (Sonograma IV), orch, 1972; El gran zoo (Guillén), nar, hn, orch, 1972; Vn Conc., 1978; Canción de gesta, 1979; Concierto de Liège (Quasi una fantasia), gui, orch, 1980; Concierto de Toronto, gui, orch, 1986; Concierto Elegíaco, gui, orch, 1988; Concierto (Helsinki), gui, orch, 1992; Wagneriana, str, 1992; Doble concierto ‘Omaggio a Paganini’, vn, gui, orch, 1995; Lamento por Rafael Orozco, cl, str, 1996.

- Música Vocal: Elegía a Jesús Menéndez (cant., N. Guillén), chorus, orch, 1960; Cantigas del tiempo nuevo, children’s chorus, actors, 4 insts, 1969; Es el Amor quien ve … (J. Martí), high v, 6 insts, 1973; Cantata de Chile (Manns), male chorus, orch, 1975.

- Música de Câmara: Homenaje a Manuel de Falla, fl, ob, cl, gui, 1957; Piezas sin título nos.1 and 2, gui, 1957; 3 apuntes, gui, 1959; 2 bocetos, pf, 1959; Vc Sonata, 1960; Variantes, perc, 1962; Sonograma I, prep pf, 1963; Trio no.2, ob, cl, bn, 1964; 2 conceptos del tiempo, 10 insts, 1965; Conmutaciones, prep pf, 2 perc, 1966; El reino de este mundo, wind qnt, 1968; Epigramas, vn/vc, pf, 1968; Rem tene verba sequentur, str qt, 1968; Exaedros I–II, 6 insts/any multiple of 6 insts, 1969; Per suonare a 3, fl, va, gui, 1971; Ludus metalicus, sax qt, 1972; Acerca del sol, el aire y la sonrisa, gui orch, 1978; La región más transparente, fl, pf, 1982; Manuscrito antiguo encontrado en una botella, vn, vc, pf, 1983; Sonata, sones y danzones, vn, vc, pf, 1992.

- Música Instrumental Solo (Guitarra): Danza característica, gui, 1957; Micropiezas (Homenaje a Milhaud), 2 gui, 1957; Elogio de la danza, gui, 1964; Canticum, gui, 1968; La espiral eterna, gui, 1970; Tarantos, gui, 1974; El decameron negro, 3 ballads, gui, 1981; In memoriam ‘Toru Takemitsu’, gui, 1996.

## Ligações Externas
- http://catalogo.bne.es/uhtbin/cgisirsi/y8johaWJRS/BNMADRID/313120037/123

- http://catalogo.bne.es/uhtbin/cgisirsi/25SVpDfoDY/BNMADRID/313120037/9